# Wonder (album Shawn Mendes)
Wonder è il quarto album in studio del cantautore canadese Shawn Mendes, pubblicato il 4 dicembre 2020 dall'etichetta discografica Island Records.

## Promozione
Il 2 ottobre 2020 è stato pubblicato il singolo apripista dell'album, l'omonimo Wonder, accompagnato dal corrispettivo videoclip. Ha riscosso un buon successo, rientrando in top ten in madrepatria e debuttando in top twenty in diversi paesi. Monster, in collaborazione con il cantante Justin Bieber, è stato lanciato il 20 novembre successivo come secondo estratto.
Al fine di promuovere l'album il cantante dà il via dagli Stati Uniti d'America il Wonder: The World Tour, che originariamente si sarebbe dovuto estendere fino al 2023 con date nelle arene di Nord America ed Europa. Tuttavia, dopo appena sette spettacoli, il tour viene completamente cancellato da Mendes che cita come motivazione la necessità di prendersi cura della propria salute mentale.

## Tracce
1. Intro – 1:02 (Shawn Mendes, Adam Feeney, Scott Harris, Tobias Jerro Jr.)
2. Wonder – 2:52 (Shawn Mendes, Scott Harris, Thomas Hull, Nate Mercereau)
3. Higher – 2:40 (Shawn Mendes, Scott Harris)
4. 24 Hours – 2:30 (Shawn Mendes, Scott Harris, Thomas Hull, Nate Mercereau)
5. Teach Me How to Love – 3:22 (Shawn Mendes, Scott Harris, Thomas Hull, Nate Mercereau)
6. Call My Friends – 2:51 (Shawn Mendes, Scott Harris, John Ryan II, Thomas Hull, Nate Mercereau)
7. Dream – 3:34 (Shawn Mendes, Scott Harris, Thomas Hull, Nate Mercereau)
8. Song for No One – 3:11 (Shawn Mendes, Adam Feeney, Scott Harris, Nate Mercereau)
9. Monster (con Justin Bieber) – 2:58 (Shawn Mendes, Ashton Simmonds, Adam Feeney, Justin Bieber, Mustafa Ahmed)
10. 305 – 3:09 (Shawn Mendes, Scott Harris, Thomas Hull, Nate Mercereau)
11. Always Been You – 2:47 (Shawn Mendes, Scott Harris, Tobias Jerro Jr., Zubin Thakkar)
12. Piece of You – 2:55 (Shawn Mendes, Scott Harris, John Ryan II, Eric Frederic)
13. Look Up at the Stars – 3:31 (Shawn Mendes, Scott Harris, Thomas Hull)
14. Can't Imagine – 2:29 (Shawn Mendes)

## Successo commerciale
Nella classifica giapponese delle vendite fisiche e digitali Wonder ha esordito al 75º posto.

## Classifiche

### Classifiche settimanali
| Classifica (2020-21) | Posizione massima |
| -------------------- | ----------------- |
| Argentina            | 3                 |
| Australia            | 2                 |
| Austria              | 8                 |
| Belgio (Fiandre)     | 4                 |
| Belgio (Vallonia)    | 24                |
| Canada               | 1                 |
| Croazia              | 8                 |
| Danimarca            | 10                |
| Finlandia            | 22                |
| Francia              | 44                |
| Germania             | 8                 |
| Grecia               | 67                |
| Irlanda              | 11                |
| Islanda              | 38                |
| Italia               | 15                |
| Lituania             | 6                 |
| Norvegia             | 6                 |
| Nuova Zelanda        | 4                 |
| Paesi Bassi          | 3                 |
| Polonia              | 12                |
| Portogallo           | 3                 |
| Regno Unito          | 12                |
| Repubblica Ceca      | 6                 |
| Slovacchia           | 8                 |
| Spagna               | 5                 |
| Stati Uniti          | 1                 |
| Svezia               | 23                |
| Svizzera             | 6                 |
| Ungheria             | 20                |

### Classifiche di fine anno
| Classifica (2020) | Posizione |
| ----------------- | --------- |
| Portogallo        | 84        |
| Classifica (2021) | Posizione |
| Stati Uniti       | 165       |